# Universidad de Hawái
La Universidad de Hawái, popularmente conocida como UH, es un sistema de universidades públicas que concede grados de asociado, títulos de grado, másteres, doctorados y postdoctorados a través de tres universidades, siete community colleges, un centro de formación ocupacional, tres centros universitarios, cuatro centros educativos y varias instalaciones para la investigación distribuidas por seis islas a lo largo del estado de Hawái en los Estados Unidos. Todas las escuelas del sistema de la Universidad de Hawái están acreditadas por la Western Association of Schools and Colleges.
- Universidades
  - Universidad de Hawái en Manoa
  - Universidad de Hawái en Hilo
  - Universidad de Hawái en West Oahu
  - Universidad de Hawái, Maui College

## Recursos y lecturas adicionales
- University of Hawaiʻi System
- Malamalama:  A History of the University of Hawaiʻi, ISBN 0-8248-2006-1

- Datos: Q217439
- Multimedia: University of Hawaii / Q217439